# 2015年世界盃橄欖球賽
2015年世界盃橄欖球賽是第8屆世界盃橄欖球賽，在英格蘭舉行。本屆賽事的冠軍是紐西蘭國家橄欖球隊，亞軍是澳洲國家橄欖球隊，季軍是南非。本屆賽事共有20支球隊參加，本次賽事也是世界盃橄欖球賽首次四強均來自南半球。新西蘭在這屆賽事上衛冕冠軍，是首個實現世界盃橄欖球賽衛冕的球隊。

## 外部連結
- Rugby World Cup – 官方網站
- World Rugby（页面存档备份，存于） – 官方網站